# Paychex
Paychex é uma empresa estadunidense de terceirização, sediada em Penfield. A empresa, fundada em 1971, oferece serviços de folha de pagamento e gestão de recursos humanos e está listada nos índices de bolsa de valores de NASDAQ-100 e S&P 500. Emprega cerca de 12.400 pessoas.